# 社交虐待
社交虐待（英語：Social abuse），是一種嘗試切斷受害人的社交圈子，包括朋友、家人、及社區，也可以是一些傷害受害人名聲及關係的方式，例如公開地羞辱受害人、散佈謠言，或其他損害受害人形象的行為。社交虐待往往是導致孤立，並使受害者在施虐者認可的關係之外，失去了社交歸屬感。 社交虐待可以是一種心理虐待、情緒虐待、及靈性虐待，也可以涉及企圖壟斷受害者的技能和資源。  